# گورستان چ ورزقان
گورستان چ ورزقان مربوط به هزاره اول قبل از میلاد است و در ۲ کیلومتری جنوب شرق ورزقان واقع شده و این اثر در تاریخ ۱۲ شهریور ۱۳۸۶ با شمارهٔ ثبت ۱۹۳۵۸ به‌عنوان یکی از آثار ملی ایران به ثبت رسیده است.